# Camarma de Esteruelas

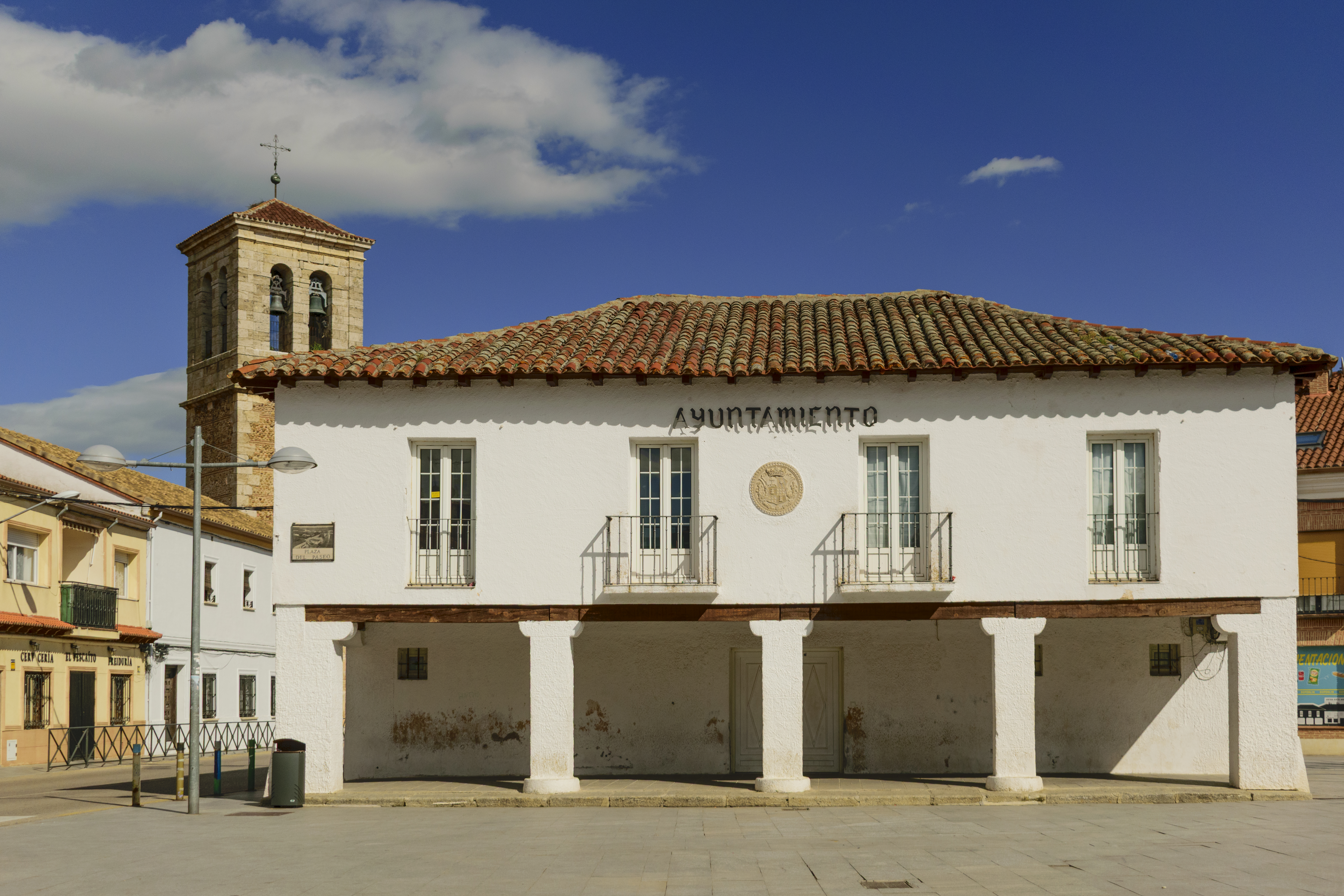
Antiguo Ayuntamiento

Camarma de Esteruelas es un municipio y localidad española de la Comunidad de Madrid. El término municipal tiene una población de 8106 habitantes (INE 2024).

## Geografía
El municipio de Camarma de Esteruelas se encuentra situado en la zona este de la Comunidad de Madrid, en la Campiña del Henares Jarama. Su término municipal limita al norte con el de Valdeavero, al noreste con el de Villanueva de la Torre (Guadalajara), al este con el de Meco, al noroeste con el de Fresno de Torote, al sur con el de Alcalá de Henares y al oeste con el de Daganzo de Arriba.
El aspecto geográfico más relevante es la presencia del arroyo Camarmilla, afluente del río Henares, el cual atraviesa en sentido norte a sur el término municipal. Junto a ello, destaca el carácter fundamentalmente cerealístico de las explotaciones agrarias que configuran el paisaje.
Constituye la primera etapa del Camino de Santiago Complutense, el cual parte desde la Catedral-Magistral de Alcalá de Henares. El actual núcleo de población se sitúa en el fondo del pequeño valle del arroyo Camarmilla, en su confluencia con el arroyo Valdegatos. Según la documentación histórica, dentro del término municipal existen tres despoblados: Camarma del Caño, Villaviciosa o Villaviciona y Camarma de Encima, este último generalmente localizado fuera de la actual división administrativa.
El pueblo ha desarrollado un gran crecimiento demográfico debido fundamentalmente a su buena ubicación con respecto a Alcalá de Henares, aunque también trata de desarrollarse en el empleo de forma independiente gracias a sus polígonos industriales como Alcamar y La Raya, este último dentro del parque logístico Madrid Este. Este crecimiento demográfico, que dio lugar a la construcción de urbanizaciones residenciales como Nuevo Camarma, El Practicante, Miralobueno Norte y Miralobueno Sur, debería acompañarse de una mejora en las infraestructuras por parte de las administraciones públicas, como el desdoblamiento de la carretera M-119, así como un acceso directo a la autopista Radial 2 desde la propia M-119, además de un incremento en los medios de transporte (más frecuencia) y educativos (dotación de un instituto de enseñanza secundaria).
Su proximidad a Alcalá de Henares y al ambiente cervantino se respira en las casas y calles de Camarma; de hecho, muchas de ellas toman el nombre de personajes y lugares del Quijote, con nombres de calles como Dulcinea, Rocinante, Toboso, o el propio Cervantes o plazas como la de Lepanto.
La tristemente famosa carretera M-119 que comunica el pueblo con la autopista A-2 y la ciudad de Alcalá de Henares, se ha convertido en famosa pero por motivos luctuosos (víctimas de accidentes) y sus vecinos piden el desdoblamiento que hasta el momento es negado por el gobierno regional de la Comunidad de Madrid. Esta carretera tiene un tráfico de más de 16 000 vehículos en algunos tramos, y en horas puntas llega a provocar retenciones del tráfico que busca salida hacia la autopista A-2. Por otro lado, la autopista de peaje R-2 pasa por debajo de la propia M-119, atravesando ésta el extremo sur del límite municipal de Camarma, junto al polígono industrial La Raya.

### Naturaleza

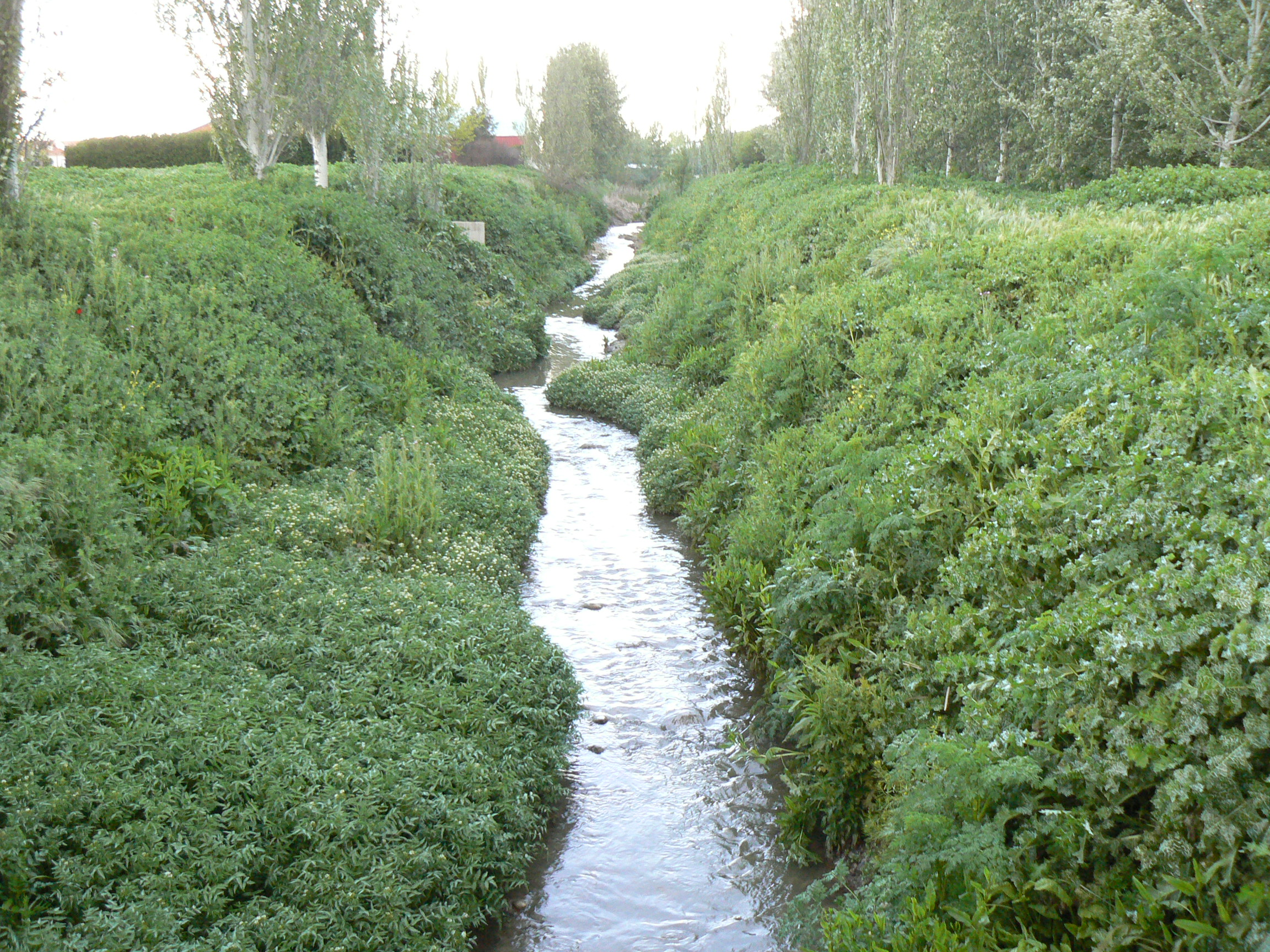
Arroyo Camarmilla

Gran parte de su término municipal se encuentra dentro de la Zona de Especial Protección para las Aves (ZEPA 139), catalogada así por su importante población de avutarda común, alcaraván, sisón, cernícalo primilla, ortega, aguilucho cenizo y aguilucho pálido. Es también destacable la frecuencia con que pueden verse buitres negros sobrevolando Camarma.
En el término de Camarma existe una flora y fauna de diferentes hábitats: monte bajo, hábitat fluvial y estepa cerealista.
El monte bajo ocupa los cerros de la zona este y oeste de Camarma. Incluye cañadas y cerrillos, así como lugares donde se alternan tierras de labor con lomas baldías. Aquí se localizan las aullagas, tomillo, cantueso, los conejos, la culebra de escalera, el lagarto ocelado y lagartijas.
En el hábitat fluvial del arroyo Camarmilla, la vegetación típica es de carrizos, espadañas, cañas, sauces y arbustos. Típicos de este ambiente son los rálidos, ratas de agua, ánades, erizos, petirrojos y ruiseñores.
Las estepas cerealistas de la zona este de Camarma son terrenos llanos, claros y sin arbolado. Se siembra principalmente trigo y cebada. En ellos viven muchos roedores, liebres, sisones, avutardas, aguilucho cenizo, collalbas y alcaraván.
En 2009 se creó un nuevo grupo local de la ONG Ecologistas en Acción, iniciativa que viene precedida por los graves riesgos de impactos medioambientales que viene padeciendo la ZEPA y LIC (Lugar de Interés Comunitario) de los ríos Jarama y Henares, dentro de la que está enclavado íntegramente el término municipal de Camarma de Esteruelas con su arroyo Camarmilla.

## Historia
De los yacimientos prehistóricos situados junto al cauce del arroyo Camarmilla, en la ladera y en las cotas superiores (700 m), al menos uno de ellos puede ser clasificado como Calcolítico acampaniforme, con cerámicas de formas globulares sin decoración, morfológicamente idénticas a las documentadas en el yacimiento complutense de La Esgaravita. También se han encontrado restos de la Edad del Bronce y la Edad del Hierro.
De la época romana y tardorromana se han localizado tres hallazgos, de los que al menos uno es considerado asentamiento por los arqueólogos, por cuanto el resto responden al hallazgo de escasas piezas cerámicas no selectas. En uno de estos yacimientos se recolectó un total de 54 fragmentos cerámicos, de los cuales 17 pertenecen a producciones de TSH y 4 a las denominadas cerámicas altoimperiales pintadas de tradición indígena. Todas ellas permiten considerar que la ocupación del yacimiento se desarrolló tanto en el Alto como Bajo Imperio. Su extensión debe ser mayor, aunque las condiciones de crecimiento del cereal impidieron su delimitación completa. Su proximidad al arroyo Camarmilla incide en la importancia del arroyo como eje de comunicación secundaria de la ciudad de Complutum durante todo el periodo romano.
No obstante, el nombre de Camarma parece apuntar a un origen prerromano que incluiría una línea etimológica hebrea. De este modo, el término Camarma podría provenir de Schamar-ma, algo así como «Centinela de la balsa» o «Guardián del agua»; «Esteruelas» haría alusión a «esteros», terrenos bajos e inundados, a veces pantanosos.
Camarma de Suso, de Encima, del Caño, de Yuso, de los Frailes, de Esteruelas..., son los topónimos que, con el paso del tiempo, se han empleado para nominar a diferentes núcleos de población surgidos en la vega del arroyo Camarmilla. Algunos de ellos nombran a la misma población que, con el transcurrir de los años, cambia su apellido, su topónimo de distinción con los otros Camarmas.
El origen de todos ellos está, según todas las referencias históricas, en la labor repobladora que, tras la Reconquista cristiana definitiva de Alcalá, en 1118, impulsaron los obispos toledanos y los diferentes reyes de Castilla. Pudiera ser por tanto que el núcleo original de Camarma de Esteruelas se remonte a época islámica, si bien se carece de restos arqueológicos que permitan constatar la presencia musulmana en el término municipal.
El único yacimiento localizado en altura, se trata de una serie de restos constructivos y cerámicas bajomedievales-modernas, situados en un cerro próximo a la población.
La distribución de la totalidad de los asentamientos localizados durante las prospecciones arqueológicas, permiten resaltar la importancia que, tanto durante la fase prehistórica como histórica, tuvo el denominado «eje Camarmilla». Su relevancia se fundamenta en dos aspectos: primero, el potencial agrario de la fértil vega del arroyo, y segundo, la presencia de una vía natural de tránsito norte-sur.
Destaca la continua repetición del patrón de asentamiento desde época prehistórica al Medievo, aprovechando los espacios más cercanos al arroyo. Este factor resalta la especial incidencia de la racionalidad económica campesina en la elección del emplazamiento, buscando el asentamiento en espacios fértiles que permiten minimizar la inversión de fuerza de trabajo en medios de producción agrarios.
A finales del siglo XII o principios del XIII se comienza a construir la actual iglesia parroquial de San Pedro Apóstol. En 1576 Camarma de Esteruelas tenía consideración de aldea de Alcalá de Henares, perteneciendo al arzobispado de Toledo. Contaba entonces con 100 vecinos, la mayoría de ellos labradores, reduciéndose su población a la mitad en tan solo un siglo. En 1786 la aldea es ya considerada villa de señorío, perteneciente al secretario D. Manuel José de Ahedo, manteniéndose una población de 50 vecinos, los cuales solo se incrementaron a fines del siglo XIX, llegando a contabilizarse 93 en 1887. Hasta el siglo XIX existieron tres núcleos de población en el término municipal de Camarma, desapareciendo Camarma del Caño y Camarma de Encima, este último supuestamente como consecuencia de la desamortización de los bienes eclesiásticos.
El despoblado de Camarma del Caño se localiza al norte del actual límite administrativo, junto al arroyo Camarmilla. El material arqueológico recolectado no permite llevar su origen más allá del siglo XIV, siendo su primera referencia bibliográfica de 1575, en la cual se dice que «antes era alcarria y que en esos momentos tiene 55 vecinos». A mediados del siglo XIX tenía aún 21 edificios y 80 habitantes, contando una iglesia parroquial bajo advocación de San Pedro y una ermita denominada del Santísimo Cristo de la Asunción. Esta ermita tuvo fama de gran devoción, pues acudían fieles de toda la comarca. Mereció incluso la atención del Papa Inocencio XII, quien le «concedió varias indulgencias a los que visitaren este santuario y, en determinados días, indulgencia plenaria, como se puede ver en su breve dado en Roma en 21 de noviembre de 1693». Pero a día de hoy, la ermita se halla derruida o en paradero desconocido. Camarma del Caño se despobló definitivamente a principios del siglo XX, tras la Guerra Civil de 1936.
Similar es el caso de Villaviciossa o Villaviciona, población que aparece documentada en la bibliografía histórica, aunque no ha sido localizado en las prospecciones arqueológicas. Las primeras noticias datan de 1576: «es alcarria y dista media legua de Meco. Está en un valle llano y raso y el agua se saca de pozos. Las casas son de tapial. Tiene 7-8 vecinos y no hay Iglesia Parroquial». Durante el siglo XVIII ya se menciona como despoblado, por lo que se considera que fue abandonado en algún momento del siglo XVII.
En la actualidad, cabe reseñar un hecho curioso relacionado con El Practicante, una urbanización residencial dependiente del municipio de Camarma de Esteruelas, que comenzó a levantarse sobre suelo rústico con la construcción de chalés ilegales a principios de los años ochenta del siglo XX. Los residentes de la urbanización (unos 400 durante el año, pero hasta 1600 en verano), hartos de que el Ayuntamiento no les prestara los servicios básicos por los que pagan impuestos, exigieron segregarse del municipio de Camarma de Esteruelas, habiendo creado incluso un partido político, la Agrupación Política Camarma del Caño (APCC), con el que concurrieron a las elecciones municipales desde 2011. Los vecinos invirtieron más de 11 millones de euros en aceras, farolas, asfaltado de calles, cañerías para el agua... Pero el agua que toman es de un pozo y no es potable, durante mucho tiempo no tuvieron acceso asfaltado a la carretera principal y carecen de zonas verdes, como les exigen desde el Ayuntamiento. Además de considerar el poder cumplir con los complejos requisitos técnicos para la segregación, como todo movimiento independentista que se precie estos secesionistas también cuentan con un supuesto «derecho histórico» sobre el que sustentar sus reivindicaciones. Se trata de Camarma del Caño, el pueblo que durante la guerra fue abandonado y demolido, y sobre cuyos terrenos se sitúa hoy la urbanización. Apenas se conserva ya nada de la desaparecida villa a excepción de algunas piedras de la iglesia, en lo que hoy es una finca privada. Este grupo de ciudadanos madrileños ahora invoca al espíritu de este pueblo fantasma para alcanzar su meta política soñada: contar con su propio ayuntamiento.

## Demografía
Cuenta con una población de 8106 habitantes (INE 2024).
| Gráfica de evolución demográfica de Camarma de Esteruelas entre 1842 y 2021 |
| |
| Población de derecho según los censos de población del INE Población de hecho según los censos de población del INEEn este censo se denominaba Camarma de Esteruela: 1842 Entre el censo de 1857 y el anterior, crece el término del municipio porque incorpora a 285001 (Camarma del Caño) |

## Transportes
La localidad está comunicada por dos líneas de autobús, que la conectan con las vecinas ciudades de Alcalá de Henares y Torrejón de Ardoz. Estas líneas son:
| Línea | Recorrido                                              |
| ----- | ------------------------------------------------------ |
| 251   | Torrejón de Ardoz – Valdeavero - Alcalá de Henares     |
| 255   | Valdeavero – Camarma de Esteruelas - Alcalá de Henares |

Además, los fines de semana y festivos la línea 255 también tiene expediciones nocturnas.

## Administración y política
Durante la Transición, en las elecciones municipales de 1979 fue elegido alcalde Luis Gregorio Díaz Vilches, a pesar de no haber sido el Grupo Independiente por el que se presentó el ganador de los comicios. En 1983, con Luis Gregorio Díaz Vilches ya como candidato del Partido Socialista Obrero Español (PSOE), ganó el Partido Comunista de España (PCE) con cuatro concejales frente a los tres del PSOE y los dos de Alianza Popular (AP), siendo alcalde electo el comunista Manuel Fresno López. Los siguientes cinco comicios municipales los ganó el PSOE, gobernando el municipio con Luis Gregorio Díaz Vilches como alcalde durante veinte años. 
En las elecciones municipales de 2007 el PSOE obtuvo 4 concejales, con lo que después de muchos años gobernando de la mano de Luis Gregorio Díaz Vilches, dio paso al Partido Popular (PP) como regidor del ayuntamiento con cinco concejales, siendo elegido alcalde el abogado Luis Ángel Zurro Husillos, si bien este no llegó a concluir la legislatura y dimitió ante los problemas de gobernabilidad del Consistorio, en el que ningún grupo contaba con mayoría suficiente para formar un gobierno estable. De este modo, el pleno nombró alcaldesa a Consuelo Mendieta Coronado, del PP. Otro hecho destacable fue la irrupción del Grupo Independiente de Camarma (GIC), que con tres concejales tuvo incluso en sus manos gobernar la corporación municipal gracias al juego de pactos.
Para las elecciones municipales de 2011, la antigua alcaldesa popular de la localidad no fue presentada por el PP y decidió fundar su propio partido, la Agrupación Camarma de Esteruelas (ACE), obteniendo dos concejales que tendrían la llave de la gobernabilidad en el municipio, y que supieron aprovechar. En el pleno de constitución se votaron a sí mismos permitiendo que continuase el gobierno popular, que con seis concejales ganó las elecciones aunque sin obtener la mayoría absoluta, siendo investido alcalde Domingo Higuera Roldán. Desde entonces, ACE votó sistemáticamente en contra de las propuestas de sus antiguos compañeros.
El resultado de las elecciones municipales de 2015 otorgaron de nuevo al PSOE la alcaldía, tras su acuerdo de investidura con el grupo municipal de Izquierda Unida Comunidad de Madrid/Los Verdes (IUCM/LV), siendo investido alcalde Pedro Valdominos Horche. Cabe también destacar en estos comicios los 127 votos obtenidos por el partido de extrema derecha España 2000, que se presentaba por primera vez en las municipales de Camarma.
Para las elecciones municipales de 2019, el PSOE logró 6 concejales con 1382 votos, siendo la fuerza más votada, disfrutando de la legislatura en solitario y teniendo de nuevo a Pedro Valdominos como alcalde. 
El 28 de mayo de 2023 se celebraron las siguientes elecciones municipales y autonómicas, para las que sólo cinco agrupaciones políticas obtuvieron votos. El Partido Popular (PP) fue la lista más votada, obteniendo 5 concejales con 1335 votos, (el 36,09% de los votos totales), frente a los 1188 votos (32,11%) del PSOE. Asimismo, VOX alcanzó 2 concejales, con 586 votos (15,84%), siendo la 3.ª formación y declinando el signo político del municipio a la derecha (sumando 7 concejales en total junto al Partido Popular (PP) y desbancando al PSOE de la alcaldía). La formación independiente Agrupación Camarma de Esteruelas (ACE) acaparó en estos comicios 302 votos (8,16% del total), obteniendo así un único concejal, no sumando los suficientes con el PSOE (5 concejales) ni con Podemos-IU-AV (0 concejales, con 220 votos y el 5,94% de los votos totales).

## Servicios

### Educación
En Camarma de Esteruelas hay cuatro escuelas infantiles (una pública y tres privadas), un colegio público de educación infantil, primaria y Secundaria (CEIPSO Federico García Lorca, centro adherido al Proyecto Bilingüe de la Comunidad de Madrid), y dos colegios privados (uno concertado y otro sin concierto). Uno de los centros privados, el colegio internacional Santo Tomás de Aquino, situado a las afueras del término municipal en el Camino del Molino, es bilingüe (español e inglés) y está entre los mejores colegios de España. El otro centro privado es la Evangelical Christian Academy (ECA), construido en 2002 para resolver las necesidades educativas de niños de los misioneros evangélicos estadounidenses en la región.
Por su parte, el CEPA de Paracuellos de Jarama, centro de educación de adultos dependiente de la Consejería de Educación de la Comunidad de Madrid, dispone en el edificio Cervantes de Camarma de un Aula de Educación de Adultos.

## Patrimonio
Iglesia parroquial

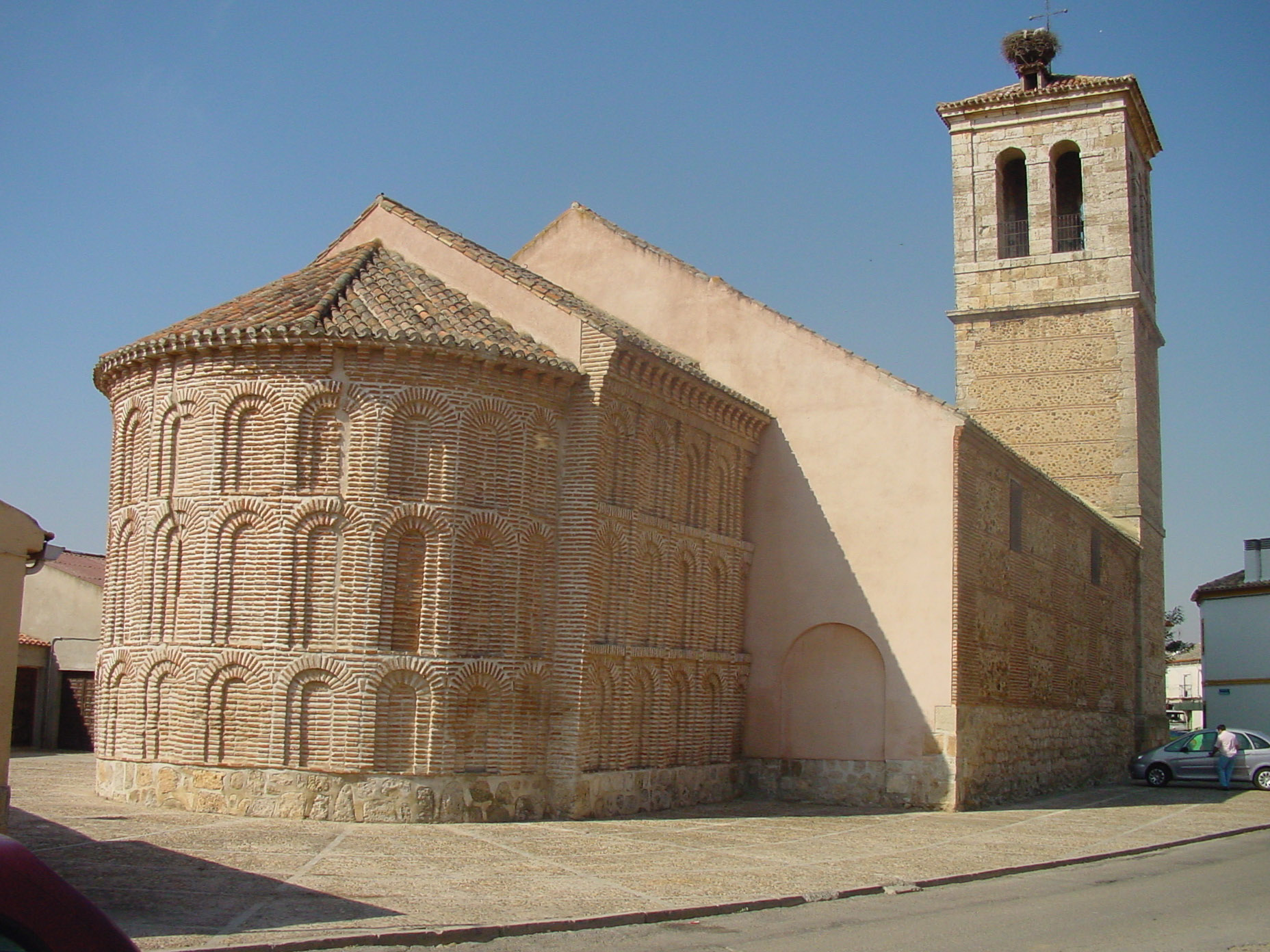
Iglesia de San Pedro

La cabecera del templo, de estilo mudéjar, está rematada en ábside del siglo XIII. La estructura de esta cabecera es habitual en algunas iglesias mudéjares de Salamanca, Ávila, Valladolid y Segovia. El templo medieval, que se correspondería con una pequeña capilla románica, tuvo ampliaciones y reformas considerables entre los siglos XVI y XVII. El Renacimiento supuso el gran cambio de la iglesia, pues a la pequeña capilla se le añadió un gran cuerpo de tres naves elegantemente separadas por arquerías de columnas. La cubierta, a mucha más altura, se resolvió con una estructura de madera. Incluso se llegó a cerrar la comunicación con el antiguo ábside, adelantando el presbiterio hasta el segundo arco fajón. Este se dedicó a sacristía y pequeña habitación para archivos y almacén mientras que el culto se desarrollaba bajo las nuevas estructuras terminadas en 1565 (como se indica en la firma de la armadura). En la construcción de la iglesia trabajaron numerosos artesanos, alarifes, canteros..., muchos de ellos vecinos de Camarma, otros llegados de localidades próximas o no tan próximas. Muchos anónimos. De otros conocemos sus nombres (Martín de Mújica, maestro cantero; J. Ballesteros; importante maestro que en esos momentos dirigía obras de envergadura en Alcalá de Henares; Juan de Perales, carpintero de armar, etc.). La iglesia ha recuperado sus espacios, elementos de arquitectura, contenidos simbólicos y espirituales, que había perdido. Para ello se han aunado la recuperación y restauración. El interior, recientemente recuperado, contiene uno de los ejemplos más interesantes de toda la Comunidad de Madrid en pintura mural. Son de gran interés sus pinturas románicas al fresco (Pantocrátor) y renacentistas restauradas.
Museo de réplicas y maquetas «Francisco González Carmona»
Este espacio ofrece cinco réplicas a escala de monumentos destacados para el artista Francisco González Carmona, autor de las espectaculares recreaciones. Se trata de las construcciones de la iglesia de San Pedro Apóstol, de Camarma de Esteruelas, Madrid; la iglesia de la Encarnación, de Arjonilla, Jaén; la iglesia de Nuestra Señora de la Asunción, de Meco, Madrid; las ruinas de Santa María la Mayor, de Alcalá de Henares, Madrid y la Catedral Magistral, de Alcalá de Henares, Madrid.
Otros lugares de interés
En el paraje Los Prados, el Mirador del Altillo, al que cada primer fin de semana de septiembre se dirige la Romería en honor a la patrona de la localidad, la Virgen del Rosario, celebrándose actividades de hermandad y una misa. En los alrededores, un yacimiento con restos de la Edad del Bronce. Al norte de la población, la ribera del Camarmilla, donde se pueden realizar rutas de senderismo. El paso de la Cañada Real Galiana y otros caminos vecinales por los que realizar rutas de cicloturismo (detalles, en el Ayuntamiento). 

## Cultura
Camarma cuenta con un auditorio y una biblioteca municipal. En esta, además de la lectura en sala y consulta de documentos sonoros y audiovisuales, préstamo de libros y conexión a Internet, se desarrollan actividades puntuales como talleres, concursos literarios, cuentacuentos y campañas de animación a la lectura.
Existen asimismo dos escuelas municipales: la de Pintura, ubicada en el centro social Nuevo Camarma, y la de Música y Danza, cuyas clases se imparten en las dependencias más antiguas del colegio público (las de música) y en el centro social Nuevo Camarma (las de danza).
En lo musical, en Camarma radican varios intérpretes y grupos de música folk, pop y rock tales como Cámester, la Big Band, Fulanito de Tal, o la cantante y exconcursante de Operación Triunfo Nazaret Tebar. También es una artista local, de canción española, Marisol Delgado. 
También es Camarma el municipio en el que reside el escritor de literatura fantástica y de terror Vidal Fernández Solano (Madrid, 1969), autor de libros como Molobo (2013), Ecos de gente muerta y otros relatos (2015; 2.º puesto en el I Certamen Internacional de Novela Fantástica y de Terror «Dagón»), Jack vuelve (2017; ganador del II Certamen de Novela Fantástica y de Terror «Dagón»), Entre cenizas (2018; ganador del I Certamen Internacional de Novela de Ciencia Ficción «Solaris»); El guardián de las sombras (2019), En lo profundo del bosque (2020), Lorraine (2021), Insania (2021; coautor), Lejos en la pradera (2022), La bruma del Miskatonic y otros relatos fantásticos y de terror (2023; coautor) y Devorados por la montaña (2024).
Es destacable igualmente el ambiente deportivo de la localidad, que se percibe ya en las instalaciones muy ambiciosas teniendo en cuenta las que hay en poblaciones similares. El Camarma CF y la Unión Deportiva Camarma son los clubes deportivos más importantes, así como, en Fútbol 7, el Cosmos, Los Vikingos y Bar El Rincón. El tenis y el pádel también tienen un papel muy destacado y disponen de canchas y pistas en el polideportivo municipal y de torneos que así lo atestiguan.
A las afueras del municipio se encuentra el club hípico y la escuela de equitación Las Cadenas, que dispone de excelentes pistas para impartir clases de equitación en las modalidades de iniciación, doma clásica, dalto de obstáculos y también clases de ponis.
El 24 de diciembre se celebra la ya tradicional Legua Camarmeña que atrae todos los años a cerca de 1000 participantes.

### Fiestas
- 20 de enero, San Sebastián. Festividad de honda tradición en Camarma, como atestigua la existencia de una representación del martirio de San Sebastián en las espectaculares pinturas murales de su antigua iglesia. La Cofradía, formada únicamente por hombres, organiza la fiesta haciendo el traslado de la imagen de San Sebastián desde su ermita, que hoy forma parte del cementerio como capilla y cuyo origen hay que buscarlo en el siglo XVI, hasta la iglesia parroquial. Al día siguiente celebran lo que se conoce como 'San Sebastiancillo'.
- 3 de junio, Virgen del Amor Hermoso. La festividad de la Virgen del Amor Hermoso tiene lugar el primer fin de semana de junio, con poesías, ofrendas de flores y otras actividades.
- 4 de septiembre, Virgen del Rosario. El primer fin de semana de septiembre se celebra la festividad de la Virgen del Rosario, patrona de Camarma de Esteruelas, aunque el día oficial sea el 7 de octubre. Con esta última fiesta, instaurada por el papa Gregorio XIII, se conmemora la batalla de Lepanto, en la que resultó vencedor Don Juan de Austria. El pregón de las fiestas se realiza el miércoles que precede al primer fin de semana de septiembre y las fiestas se dan por finalizadas ese domingo, generalmente con una exhibición de fuegos artificiales. Las fiestas son muy populares en el pueblo y en los municipios vecinos, siendo celebradas con romerías, bailes, actuaciones en directo, comidas populares, encierros, suelta de reses y desfiles de carrozas, entre otras muchas actividades.